# 佐野愛花
佐野 愛花（さの あいか、2000年〈平成12年〉11月26日 - ） は、日本のアイドル、女優、タレントである。KAWAII LAB.のCUTIE STREETのメンバーである。メンバーカラーは赤色である。
東京都出身。フレイヴ エンターテインメント所属。

## 略歴
高校3年生当時の2019年、AbemaTVの恋愛リアリティーショー『恋する♥週末ホームステイ Season7』に「恋にオクテな慎重派」のキャッチコピーで出演。
同時期より本格的に芸能活動を開始し、2019年の特撮テレビドラマ『ひみつ×戦士 ファントミラージュ!』、2021年の映画『恋する寄生虫』に出演するなど、女優として活動。劇団12ミニッツの旗揚げ公演『×××になれなくて』など舞台への出演も行なっている。
2024年7月30日、アソビシステムが展開する女性アイドルプロジェクトKAWAII LAB.から新グループCUTIE STREETの情報が公開され、佐野もメンバーとして所属することが発表された。同年8月4日、『TOKYO IDOL FESTIVAL 2024』の企画「KAWAII LAB. ステージ」にてアイドルとしてステージデビュー。

## 人物
MBTIはENFJ（主人公タイプ）である。

## 出演

### 映画
- 恋する寄生虫 (2021年11月12日、KADOKAWA)[5]

### ドラマ
- ひみつ×戦士 ファントミラージュ! (2019年、テレビ東京系)[5]
- 9ボーダー 第2話 (2024年、TBS系)[2]

### 舞台
- 通りすがりのYouTuber (2020年)[2][10]
- エグジスタンス〜居場所を求めて〜 (2020年)[2][11]
- 清らかな水のように～私たちの1945年～ (2021年)[2]
- 僕と幻の図書館2022 (2022年)[2][12]
- 舞姫 〜ディーヴァ〜 (2022年)[2][13]
- クリスマスキャロル2023 (2023年)[2]
- ×××になれなくて (2023年)[6]

### バラエティ
- 恋する♥週末ホームステイ Season7 (2019年、AbemaTV)[3]